# Monolit
Monolit je geološka tvorba, sestavljena iz enega samega obsežnega kamna ali skale, kot so nekatere gore ali en velik kos skale postavljen kot spomenik ali stavba. Erozija pogosto izpostavlja geološke formacije, ki so običajno narejene iz zelo trde in trdne metamorfne ali magmatske kamnine.
V arhitekturi se izraz včasih prekriva z megalit, ki se običajno uporablja za predmete iz prazgodovine. Lahko pa se uporablja v kontekstu skalne arhitekture, ki je še vedno pritrjena na skalo, kot je monolitna cerkev ali za izredno velik kamen kot je obelisk, kipi, monolitni stebri ali veliki arhitravi, ki so jih pripeljali na  precejšnje razdalje iz kamnolomov. Izraz se lahko uporablja tudi za velike ledeniške eratične skale.
Beseda izhaja iz latinske izraza monolithus, iz antične grške besede μονόλιθος (monolithos), iz μόνος ("en" ali "enojen") in λίθος ("kamen").

## Geološki monoliti
Veliki, zelo znani monoliti so:

### Afrika
- Monolit Aso, Nigerija
- Ben Amera, Mavretanija
- Gora Brandberg, Namibija
- Sibebe, Esvatini
- Monolit Zuma, Nigerija

### Antarktika
- Monolit Scullin, Antarktika

### Azija
- Bellary, Indija
- Bhongir, Telangana, Indija
- Madhugiri Betta, Karnataka,[Indija
- Mount Kelam, Borneo, Indonezija
- Mount Pico de Loro, Filipini
- Sangla Hill, Pakistan
- Savandurga, Karnataka, Indija
- Sigiriya, Šrilanka
- Yana, Karnataka, Indija

### Avstralija
- Narodni park Bald Rock, blizu Tenterfielda, Novi Južni Wales
- Narodni park Mount Augustus, Zahodna Avstralija
- Narodni park Mount Coolum, Queensland
- Mount Wudinna, Južna Avstralija
- Pine Mountain, Viktorija
- Uluru,  (Ayers Rock)  Severni teritorij

### Evropa
- Kalamos, Anafi, Grčija
- Steper Katskhi, Gruzija
- Logan Rock, Treen, Cornwall, Anglija
- Naravni park Penyal d'Ifac Calpe, Valencija, Španija
- Gibraltarska skala, Gibraltar
- Monaška skala, Monako, Monako

### Severna Amerika

#### Združene države Amerike
- Angels Landing, Narodni park Zion, Utah
- Beacon Rock, reka Columbia, Washington
- Bottleneck Peak and Moon, Sids Mountain, Utah
- Castle Rock, Pineville, Zahodna Virginia
- Chimney Rock National Historic Site, Bayard, Nebraska
- Courthouse in Jail Rocks, Bridgeport, Nebraska
- Devils Tower, Wyoming
- El Capitan, Narodni park Yosemite, Kalifornija
- Enchanted Rock, Llano County, Texas
- Frog Woman Rock, okrožje Mendocino, Kalifornija
- Great White Throne, Narodni park Zion, Utah
- Half Dome, Narodni park Yosemite, Kalifornija
- Haystack Rock, okrožje Clatsop, Oregon
- Looking Glass Rock, okrožje Transylvania, North Carolina
- Morro Rock, Morro Bay, Kalifornija
- Scotts Bluff National Monument, Gering, Nebraska
- Shiprock, San Juan County, New Mexico
- Stone Mountain, Stone Mountain, Georgia
- Tooth of Time, Cimarron, New Mexico
- Wolf Rock, Linn County, Oregon

#### Canada
- Stawamus Chief, Squamish, Britanska Kolumbija

#### Mehika
- La Peña de Bernal, Queretaro; trdijo, da je tretji največji monolit na svetu.[1][2][3][4]

### Južna Amerika
- El Peñón de Guatapé, tudi El Peñol Stone ali preprosto La Piedra, Kolumbija
- Pão de Açúcar, Brazilija
- Pedra da Gávea, največji monolit na svetu, Brazilska obala
- Torres del Paine, Čile

### Izven Zemlje
- Phobos monolith na luni Phobos

## Monumentalni monoliti
Strukture, ki so bile izkopane v enem kosu iz okoliškega terena ali iz skale.
- Azteški kamniti koledar "Kamen Sonca"
- Cerkev svetega Jurija v Lalibela, Etiopija, je ena od številnih monolitnih cerkva v Etiopiji Ethiopia
- Kamen Coyolxauhqui še en azteški monolit
- Jame Ellora - Indija, Unescova svetovna dediščina
- Velika sfinga v Gizi, Egipt
- Bahubali pri Sravanabelagola, Karnataka, Indija
- Manzanar, National Historic Landmark, ZDA
- Obeliski
- Kamen Ogham, polotok Dingle, Irska
- Runa
- Menhir
- Stela (spomenik)
- Kamniti krog
- Kamen nosečnic, Baalbek, Libanon
- Stonehenge, Anglija
- Vijayanagara, Hampi, srednjeveški primer rezbarij iz Južne Indije